# Il faro
Il faro (The Light-House) è un racconto di Edgar Allan Poe iniziato nel 1849 e mai terminato a causa della morte prematura dell'autore. L'opera non è mai stata ufficialmente intitolata da Poe; fu solo nel 1909 che George E. Woodberry, pubblicando per la prima volta il testo nel suo libro The Life of Edgar Allan Poe, scelse il titolo The Light-House per via dell'ambientazione del racconto. È l'ultimo racconto conosciuto scritto da Poe prima della morte.

## Trama
Il racconto è scritto sotto forma di diario e inizia il giorno di capodanno del 1796, su un'isola su cui è stato costruito un faro.
Il 1º gennaio il narratore parla del suo arrivo al faro, e di come ha ottenuto il posto di lavoro. Si viene a sapere che ha iniziato a scrivere il diario come da accordi con De Grät, l'uomo che è riuscito a fargli avere il lavoro di custode del faro, e che, a parte la compagnia di un cane di nome Nettuno, è finalmente completamente da solo, lontano dalla società. In questa solitudine potrà dedicarsi totalmente alla scrittura del suo libro, senza alcuna distrazione. Accenna anche ad una profezia fatta da De Grät su di lui, ma allontana subito questo spiacevole pensiero.
Il 2 gennaio il guardiano del faro si compiace della sensazione di solitudine avuta durante quella giornata, sentendosi gratificato da ciò, e sostenendo di non credere di riuscire mai a saziarsi di quella beatitudine. Durante tutta la giornata non ha avvistato nulla in mare, che risulta completamente piatto.
Il 3 gennaio il mare risulta sempre piatto, tanto da sembrare di vetro. Il narratore si sofferma sulla descrizione dell'alto faro, notando però un'incongruenza nelle misure della struttura, il cui pavimento inferiore risulta di venti piedi sotto il livello del mare anche durante la bassa marea. Inizia quindi a preoccuparsi della stabilità del faro, mitigando però subito i suoi dubbi pensando che una struttura del genere, con rivettature in ferro, non potrebbe essere abbattuta nemmeno dal più forte degli uragani, nonostante la base su cui poggia la struttura sembrerebbe essere costruita di gesso.
Del 4 gennaio è presente solo un'intestazione, ma il testo finisce qui.

## Composizione
Secondo il biografo Kenneth Silverman, l'autore iniziò a scrivere il racconto tra il maggio e l'agosto del 1849. Non si sa come lo scrittore avrebbe voluto terminare la storia e da questo fatto è nato un dibattito se Il faro dovesse essere semplicemente un racconto o invece un romanzo. A proposito di questo, Silverman ipotizza che il lavoro potrebbe essere completo anche così, e che l'ultima iscrizione senza testo indica la morte del narratore.

## Edizioni italiane
- Tutti i racconti (2 volumi), A cura di Ornella De Zordo, traduzione di Fiorenzo Fantaccini, Mursia, 1992.
- Obscura. Tutti i racconti di Edgar Allan Poe, a cura di Giuseppe Lippi, illustrazioni di Màlleus, Mondadori, 2018, ISBN 978-8804687047